# Stuart Erzsébet cseh királyné
Stuart Erzsébet (angolul: Elizabeth Stuart, csehül: Alžběta Stuartovna; Fife, Skót Királyság, 1596. augusztus 19. – London, Angol Királyság, 1662. február 13.), skót és angol királyi hercegnő, V. Frigyessel kötött házassága révén pfalzi választófejedelemné és Csehország királynéja. Mivel hitvese uralma Csehországban rövidnek bizonyult, így a Téli királyné néven is emlegetik.
Erzsébet volt I. Jakab angol és skót király és Dániai Anna királyné második gyermeke és legidősebb leánya, a későbbi I. Károly király testvére. Az 1714-ben elhunyt utolsó Stuart-házi uralkodó, Anna királynő halálától az ő leszármazottai (leánya, Zsófia hannoveri választófejedelemné által) adják a brit monarchákat egészen napjainkig.

## Életrajza

### Származása

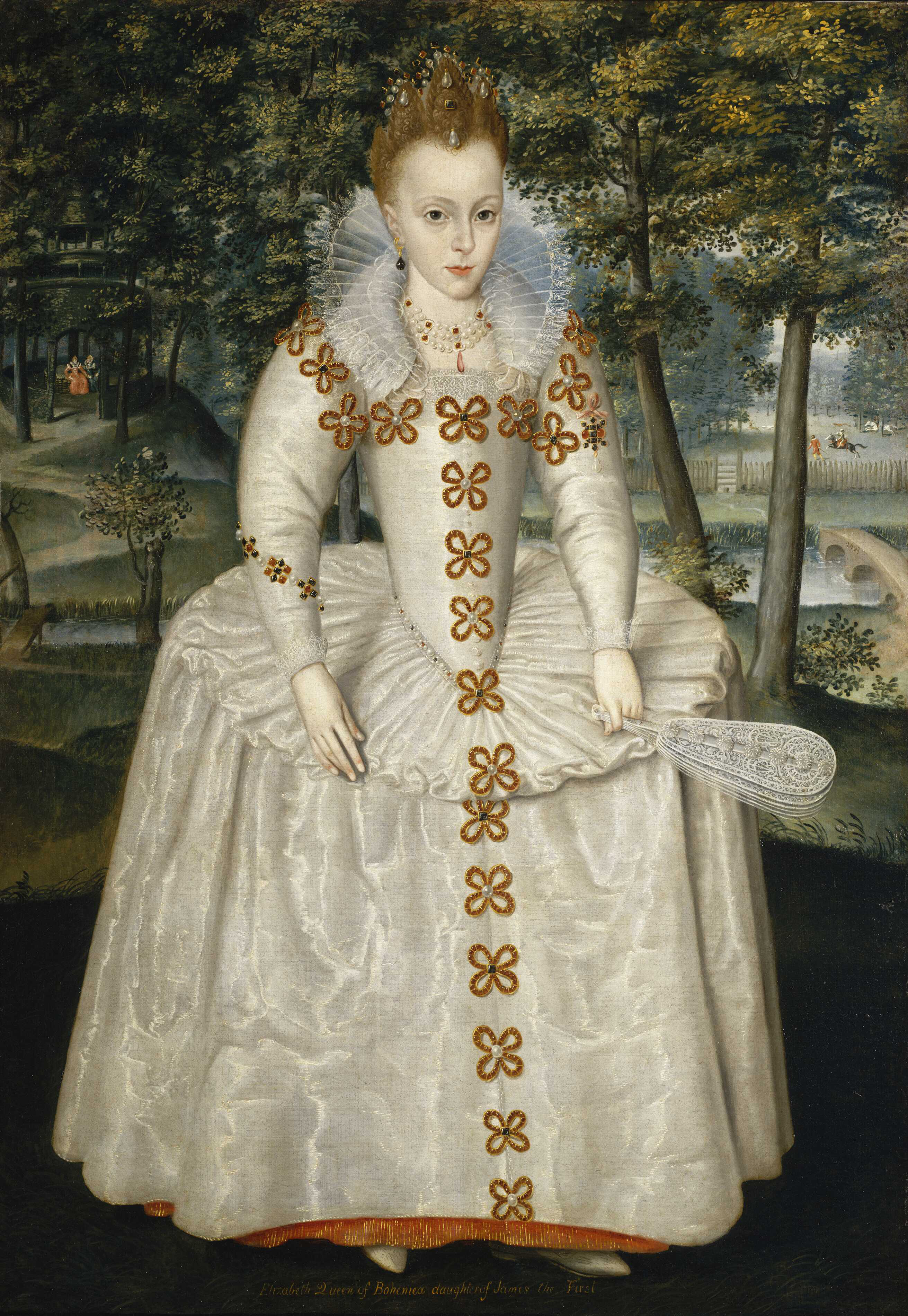
Az ifjú hercegnő hét éves kora körül 1603-ban

Erzsébet skót és angol királyi hercegnő VI. Jakab skót király és Dániai Anna királyné második gyermekeként és első leányaként született 1596. augusztus 19-én, hajnali 2 órakor, a Fife szigetén fekvő Falkland Palotában, Skóciában. Apai nagyszülei Henry, Darnley ura és I. Mária skót királynő, míg anyai nagyszülei II. Frigyes dán és norvég király és Mecklenburgi Zsófia királyné voltak.
1596. november 28-án keresztelték meg, a Holyroodhouse-palota királyi kápolnájában, nevét I. Erzsébet angol királynő tiszteletére kapta, és élete első néhány évét a Linlithgow-i várpalotában töltötte, amely a skót királyi rezidenciák között az egyik leggyönyörűbbnek számított akkoriban. Erzsébet nem volt olyan szoros testvéri viszonyban legidősebb húgával, Margittal, egyetlen bátyjával, Henrikkel azonban remekül kijött. 1603 márciusában I. Erzsébet királynő elhunyt, de előtte még Erzsébet hercegnő apját, VI. Jakabot nevezte meg trónja örököseként, így hát a király Skócia után megkapta az angol trónt is. 1603. július 25-én koronázták meg Jakabot és feleségét Angliában.
A hercegnő igen széleskörű oktatásban részesült, már korai éveitől kezdve, ami magába foglalta a természettudományokat, a teológiát, az idegen nyelveket, a földrajzot, a történelmet, a táncot és a zenét is. Tizenkét éves korára már folyékonyan megtanult franciául, később a férjével is gyakran ezen a nyelven társalgott. Kiváló lovas volt és igen járatos a protestáns felekezetek téziseiben is. A felcseperedő Erzsébet Európa-szerte igen vonzó partinak számított: számos arisztokrata akadt számára lehetséges férjjelöltként, például Gusztáv Adolf leendő svéd király, Frigyes Ulrik  braunschweig–wolfenbütteli fejedelem, Nassaui Móric orániai herceg, Henry Howard, Northampton 1. grófja, Theopilus Howard, Suffolk későbbi 2. grófja, Ottó hessen–kasseli herceg és Viktor Amádé piemonti herceg is.